# (143) Adria
(143) Adria ist ein Asteroid des mittleren Hauptgürtels, der am 23. Februar 1875 vom österreichischen Astronomen Johann Palisa an der Marine-Sternwarte Pola in Istrien entdeckt wurde.
Der Asteroid wurde benannt nach der Adria. Die Stadt Pola, zum Zeitpunkt der Entdeckung der wichtigste Marinestützpunkt Österreich-Ungarns, ist ein adriatischer Seehafen.

## Wissenschaftliche Auswertung
Aus Ergebnissen der IRAS Minor Planet Survey (IMPS) wurden 1992 erstmals Angaben zu Durchmesser und Albedo für zahlreiche Asteroiden abgeleitet, darunter auch (143) Adria, für die damals Werte von 89,9 km bzw. 0,05 erhalten wurden. Eine Auswertung von Beobachtungen durch das Projekt NEOWISE im nahen Infrarot führte 2011 zu vorläufigen Werten für den Durchmesser und die Albedo im sichtbaren Bereich von 86,3 km bzw. 0,05. Nachdem die Werte 2012 auf 95,4 km bzw. 0,04 korrigiert worden waren, wurden sie 2014 auf 87,3 km bzw. 0,05 geändert. Nach der Reaktivierung von NEOWISE im Jahr 2013 und Registrierung neuer Daten wurden die Werte 2016 erneut korrigiert zu 79,6 km bzw. 0,07.
Vom 31. Juli bis 5. August 1991 wurden am La-Silla-Observatorium in Chile und am Observatorium Hoher List in Deutschland photometrische Messungen des Asteroiden durchgeführt. Aus den gemessenen Daten konnte aber keine Rotationsperiode abgeleitet werden, eine unsichere Schätzung lag bei 11 h. Eine Messung am 9. und 10. November 2006 am Oakley Observatory in Indiana ergab ebenfalls eine Rotationsperiode von 11,0 h.
Die Lichtkurve von (143) Adria ist aber offenbar schwierig zu interpretieren, denn zwei andere Beobachtungen führten zu einer ungefähr doppelt so langen Rotationsperiode. Der Asteroid wurde auch vom 4. bis 10. Dezember 2006 am Palmer Divide Observatory in Colorado beobachtet und dort wurde ein Wert von 21,89 h abgeleitet. Eine weitere Messung vom 11. Januar bis 2. März 2008 am Organ Mesa Observatory in New Mexico führte zu einem ähnlichen Wert von 22,005 h.

## Asteroidenpaar
(143) Adria bildet mit dem Asteroiden (469) Argentina ein quasi-complanares Asteroidenpaar. Sie besitzen teilweise sehr ähnliche Bahnelemente und bewegen sich nahezu in der gleichen Bahnebene, allerdings ist die Bahn von (469) Argentina größer und ihre Apsidenlinien sind etwas gegeneinander verdreht. (143) Adria besitzt eine deutlich kürzere Umlaufzeit um die Sonne als (469) Argentina, so dass sie diese etwa alle 24 bis 26 Jahre überholt. In den 1000 Jahren um die derzeitige Epoche herum kommen sich die beiden Körper aber nicht näher als 6 Mio. km.